# Pistolet HK4
HK4 – niemiecki pistolet samopowtarzalny, modyfikacja pistoletu Mauser HSc. Pierwszy pistolet samopowtarzalny produkowany przez firmę Heckler und Koch.
Firma Heckler und Koch została założona po wojnie przez byłych pracowników firmy Mauser. Kiedy w latach 50. zniesiono zakaz produkcji broni palnej w Niemczech rozpoczęła ona produkcję pistoletu HK4. Jego konstruktor Alex Seidel zmodyfikował swój przedwojenny pistolet Mauser HSc, przystosowując go do łatwej zmiany kalibru. Poprzez wymianę lufy można było uzyskać broń kalibru 6,35, 7,65 lub 9 mm. Wymiana lufy, iglicy i wyciągu przekształcała HK4 w broń kalibru .22 LR.
Pistolet HK4 był produkowany w latach 1952-1984. W tym czasie wyprodukowano 47 650 tych pistoletów. 8700 z nich zostało sprzedane w USA przez firmę Harrington & Richardson pod jej marką. Pistolety sprzedawane przez H&R były sprzedawane w zestawach zawierających lufy kalibru 9 mm i .22 LR.

## Opis
HK4 był bronią samopowtarzalną. Zasada działania oparta na odrzucie zamka swobodnego. Sprężyna powrotna umieszczona wokół lufy.
Mechanizm spustowy z samonapinaniem, kurkowy. Skrzydełko bezpiecznika znajdowało się na szkielecie po lewej stronie.
HK4 był zasilany z wymiennego, jednorzędowego magazynka pudełkowego o pojemności 8 (naboje .22 LR, 6,35 mm i 7,65 mm) lub 7 naboi (naboje 9 mm), umieszczonego w chwycie. Zatrzask magazynka na spodzie chwytu pistoletowego.
Lufa gwintowana.
Przyrządy celownicze stałe (muszka i szczerbinka).